# Nortonville (California)
Nortonville era un insediamento della contea di Contra Costa, in California. Si trovava sul Kirker Creek a 5,5 miglia (9 km) a nord-nord-est del Monte Diablo, ad un'altitudine di 801 piedi (244 m). Ora è una città fantasma.

## Posizione
Nortonville si trova su Nortonville Road, appena fuori dalla città di Pittsburg, nella contea di Contra Costa. Il sito della città ora fa parte della Black Diamond Mines Regional Preserve.

## Storia
Nortonville fu fondata da Noah Norton nel 1855. Insieme a tre soci, Cutler, Matheson e Sturgis, nel 1860 iniziò la miniera di carbone Black Diamond a Nortonville. La miniera fu incorporata come "Black Diamond Coal Mining Company" nel giugno 1861.
Nortonville era anche il capolinea meridionale della Black Diamond Coal Mining Railroad lunga sei miglia (conosciuta anche come la "Black Diamond Railroad"), costruita nel 1868. La ferrovia collegava Nortonville con il fiume San Joaquin, a Black Diamond Landing, California, con una fermata a Cornwall, California (le ultime due città ora fanno parte della città di Pittsburg, California).
La città ospitava molti minatori gallesi. Nel 1885 la Black Diamond Coal Mining Company trasferì tutti i minatori di carbone da Nortonville in un'altra delle miniere della compagnia a Black Diamond, nel Territorio di Washington. La miniera di Nortonville era così profonda che fungeva da fogna per le miniere circostanti, e quando i proprietari delle altre miniere si rifiutarono di contribuire al costo di pompare l'acqua, la compagnia semplicemente chiuse e mosse le sue operazioni. Attualmente ciò che è rimasto a Nortonville è un'area deserta. Le fondamenta in mattoni delle opere di sollevamento della miniera, i resti del letto della ferrovia e un vecchio cimitero sono tutto ciò che rimane. Il cimitero è conosciuto come "Rose Hill Cemetery", che è intitolato ad Emma Rose, figlia di Alvinza Hayward, che era presidente e capofila della Black Diamond Coal Mining Company. Negli anni 1940 la signora Rose donò il cimitero alla contea.
Altre quattro città minerarie del carbone furono fondate nello stesso distretto minerario: Somersville, Stewartsville, West Hartley e Judsonville.
Un ufficio postale operò a Nortonville dal 1874 al 1910, con chiusure nel 1887 e dal 1890 al 1891.